# Harpidium nashii
Harpidium nashii är en lavart som beskrevs av Scheid. Harpidium nashii ingår i släktet Harpidium och familjen Lichinaceae.   Inga underarter finns listade i Catalogue of Life.